# Сестри-Леванте
Сестри-Леванте (итал. Sestri Levante) — коммуна в Италии, располагается в регионе Лигурия, в провинции Генуя.
Население составляет 18 725 человек (2008 г.), плотность населения составляет 559 чел./км². Занимает площадь 33 км². Почтовый индекс — 16039. Телефонный код — 0185.
Покровителями коммуны почитаются святитель Николай Мирликийский, празднование 6 декабря, и святой Иоанн Креститель.

## Демография
Динамика населения:

## Города-побратимы
- Доль, Франция (1983)
- Санта-Круз, США (2002)

## Администрация коммуны
- Официальный сайт: http://www.comune.sestri-levante.ge.it